# Binario de contacto

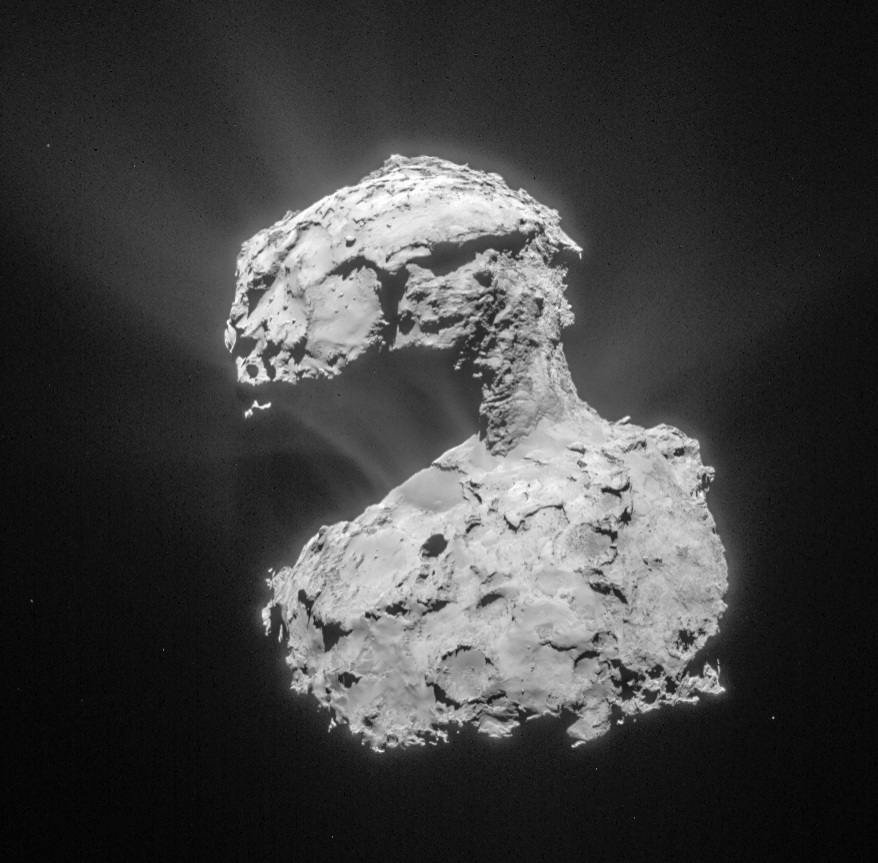
Imagen del cometa 67P/Churyumov-Gerasimenko tomada por la sonda Rosetta a 85,7 kilómetros el 14 de marzo de 2015.

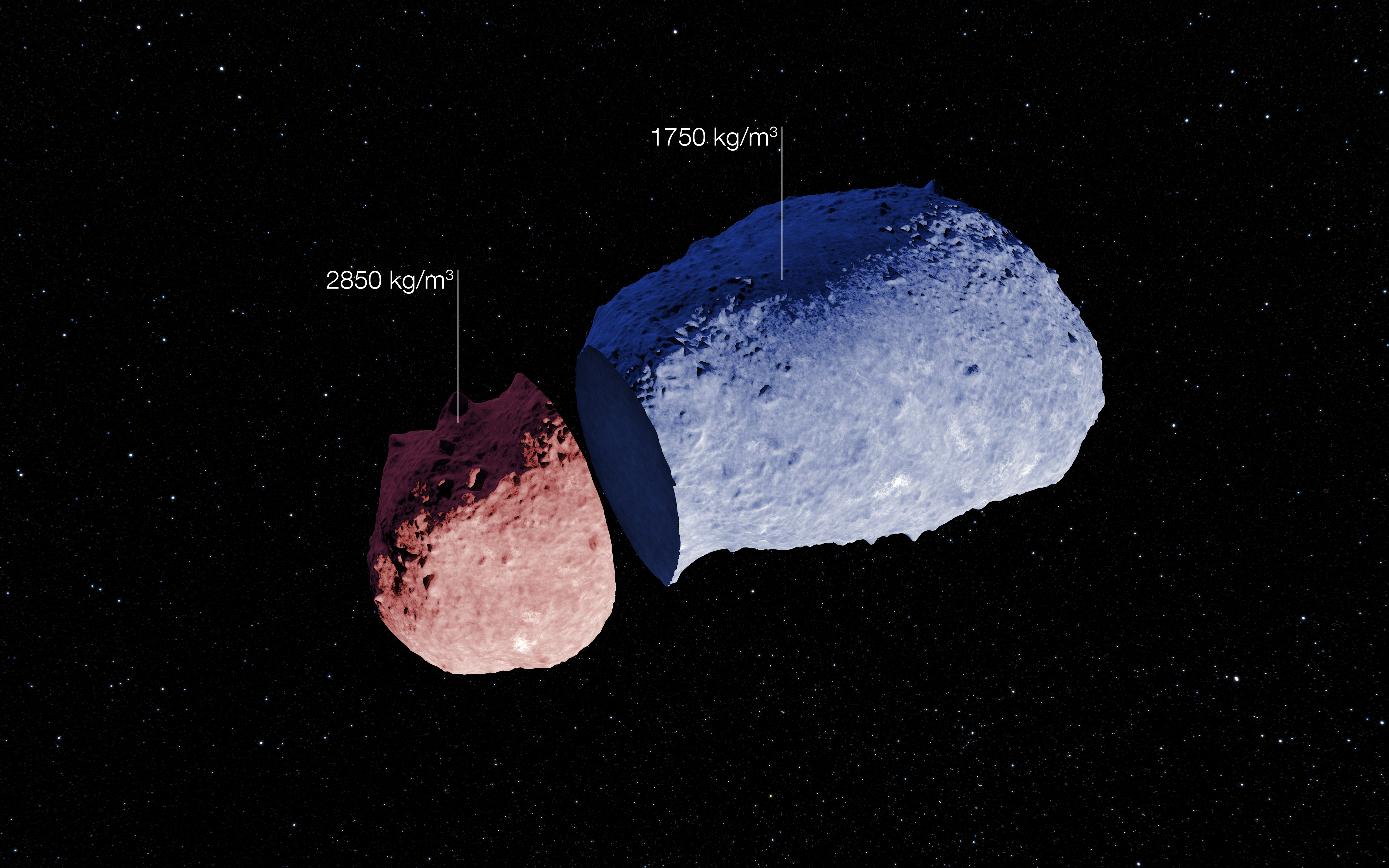
Diagrama mostrando la densidad media de los dos lóbulos del asteroide 25143 Itokawa, un supuesto binario de contacto. Ambos lóbulos eran originalmente cuerpos independientes, y realmente están unidos.

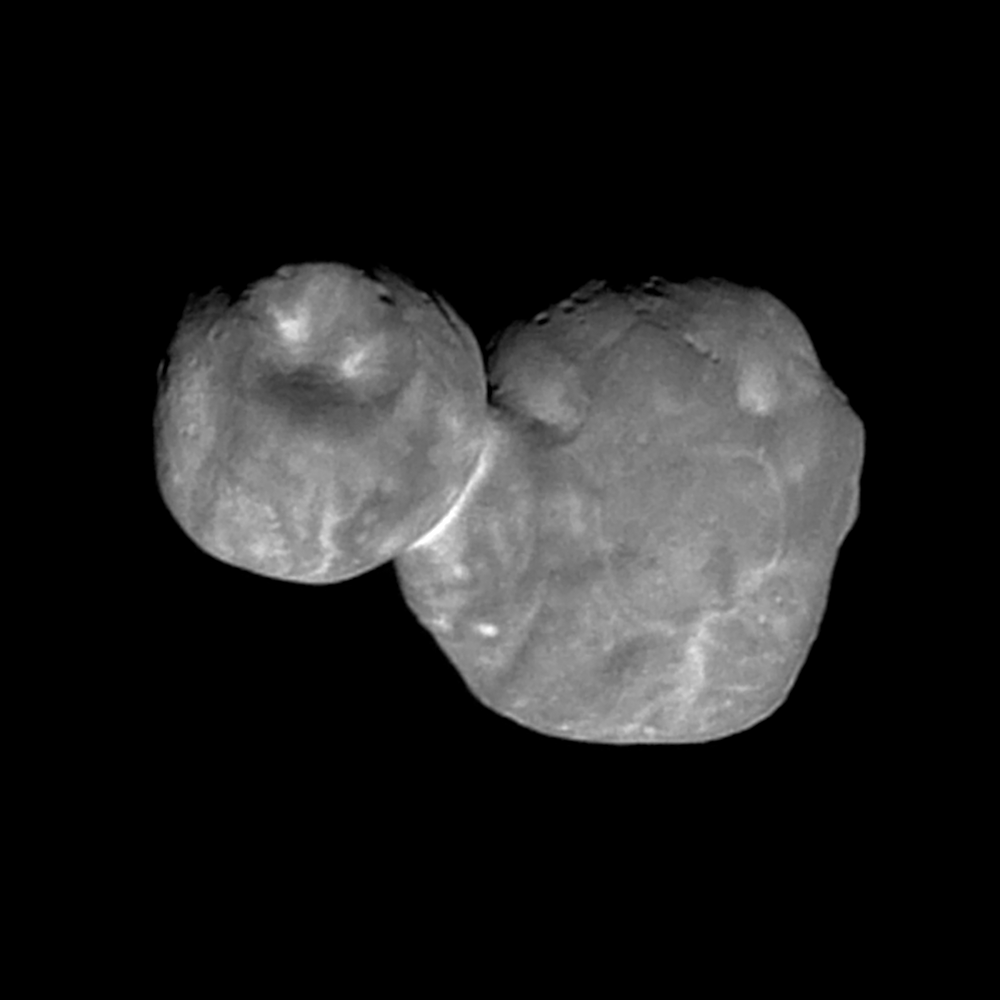
en escala de grises visto por New Horizons.

Un binario de contacto es un cuerpo menor del sistema solar compuesto por dos cuerpos que han gravitado entre sí hasta tener contacto, por lo que suelen tener formas extrañas. Los cometas 67P/Churyumov-Gerasimenko y 8P/Tuttle son muy probablemente binarios de contacto. Los asteroides que se suponen serlo incluyen al inusualmente elongado (624) Hektor y los bilobulados (216) Kleopatra y (4769) Castalia. (25143) Itokawa, que fue fotografiado por la sonda Hayabusa, también parece ser un binario de contacto, con un cuerpo alargado y combado. Alrededor del 10–15% de los objetos próximos a la Tierra mayores de 200 metros se supone que sean binarios de contacto bilobulados. La sonda New Horizons ha confirmado que 2014 MU69, más conocido como Arrokoth, es un binario de contacto.
| Objeto             | Dimensiones (km) (aproximadas) | Período de rotación (horas) |
| ------------------ | ------------------------------ | --------------------------- |
| (2063) Bacchus     | 2.6×1.1×1.1                    | 14.9                        |
| (4450) Pan         | 1.0                            | 60                          |
| (4486) Mithra      | 1.6                            | 67.5                        |
| (4769) Castalia    | 0.6                            | 4                           |
| (11066) Sigurd     | 3.0                            | 8.5                         |
| (179806) 2002 TD66 | 0.3                            | 9.5                         |
| 2007 TU24          | 0.3                            | 36                          |
| 8P/Tuttle          | 4.5                            |                             |
| 2014 HQ124         | 0.4                            | 20+                         |